# Cimetière du Nord (Cologne)

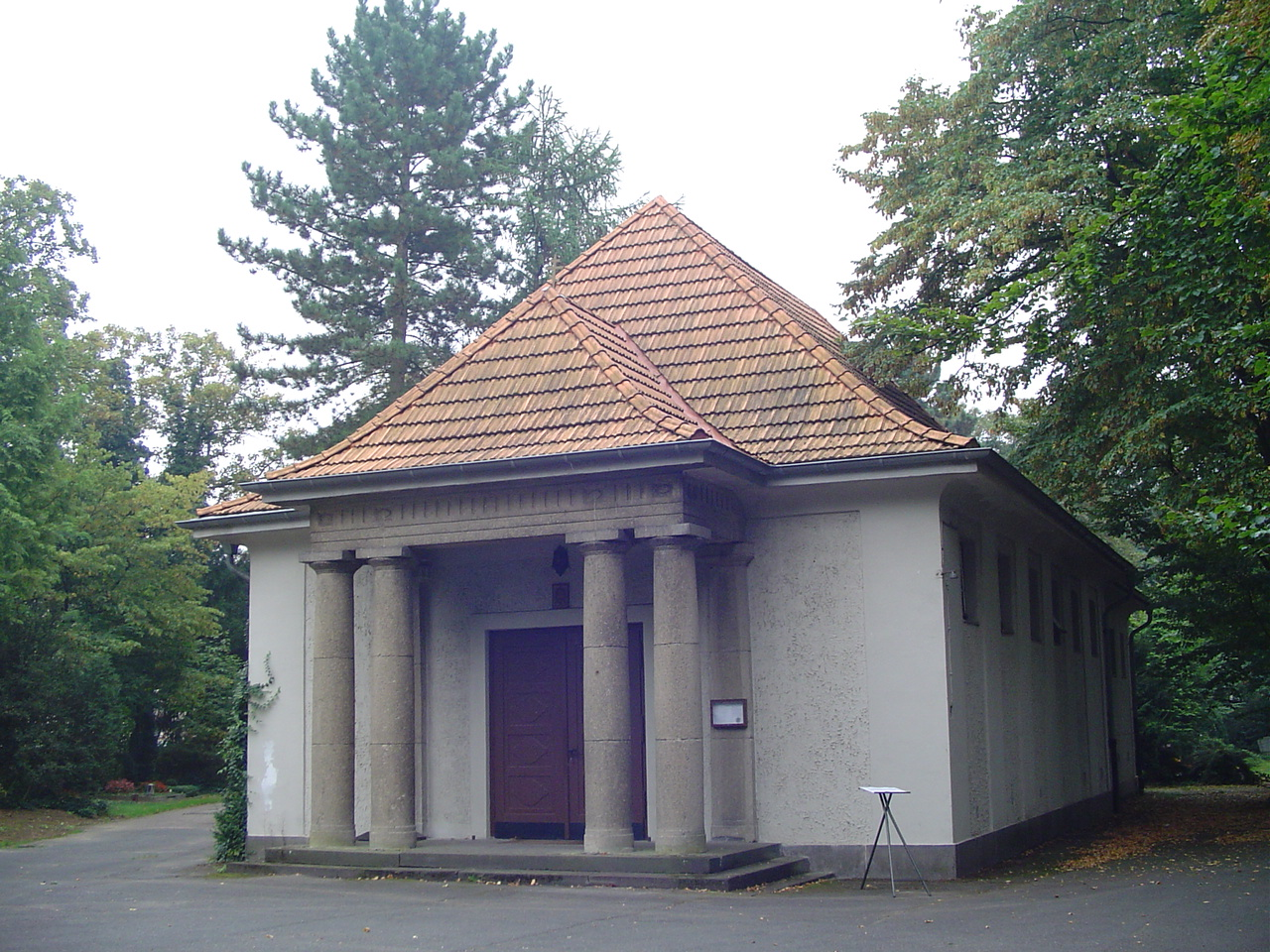
L'ancien funérarium, devenu chapelle ukrainienne.

Le cimetière du Nord (Kölner Nordfriedhof) est un cimetière communal situé à Cologne en Allemagne. Il se trouve dans le quartier de Weidenpesch de l'arrondissement de Nippes.

## Description
Le cimetière du Nord a été aménagé à la fin du XIXe siècle en raison de la pénurie croissante de lieux de sépulture, à la fois dans les nombreux petits cimetières de la ville et au Melaten-Friedhof, qui était jusqu'alors le seul cimetière central sur la rive gauche du Rhin à Cologne. Le nouveau «cimetière de secours», aménagé à l'origine sur une superficie de 28 hectares d'une ancienne gravière, a été ouvert le 18 mai 1896. Le caractère de parc du cimetière avec son système de chemins incurvés autour d'un axe central est dû au concept du directeur des jardins de Cologne de l'époque, Adolf Kowallek, qui a conçu l'installation sur le modèle du cimetière d'Ohlsdorf à Hambourg. Dans le même temps, l'on construit le bâtiment administratif dans le style rhénan néo-gothique dans la zone d'entrée. Vers 1920, un funérarium pouvant accueillir 80 personnes en deuil est bâti près de l'entrée principale ; c'est un bâtiment aux proportions nobles dans le style du néoclassicisme.
Après la Seconde Guerre mondiale, le terrain du cimetière a été considérablement agrandi. La partie ancienne et les zones d'extension environ deux fois plus grandes au nord de celle-ci sont maintenant séparées par la Schmiedegasse. La taille totale du cimetière est de 479 100 m2, il y a 44 550 tombes. Un nouveau funérarium a été construit dans la nouvelle partie dans les années 1960. L'ancien funérarium qui n'était plus utilisé depuis les années 1960 et menaçait ruine est maintenant loué à une paroisse orthodoxe ukrainienne qui s'en sert comme église.
Le cimetière du Nord est également un grand espace vert qui forme l'«axe vert Nord» (avec le parc Blücher à l'ouest et le Weidenpescher Park à l'est, entre l '«intérieur» et l' «extérieur de la ceinture verte de Cologne» »). Le cimetière est l'un des lieux de sépulture les plus populaires de Cologne aujourd'hui et offre également un espace pour les loisirs.

## Personnalités

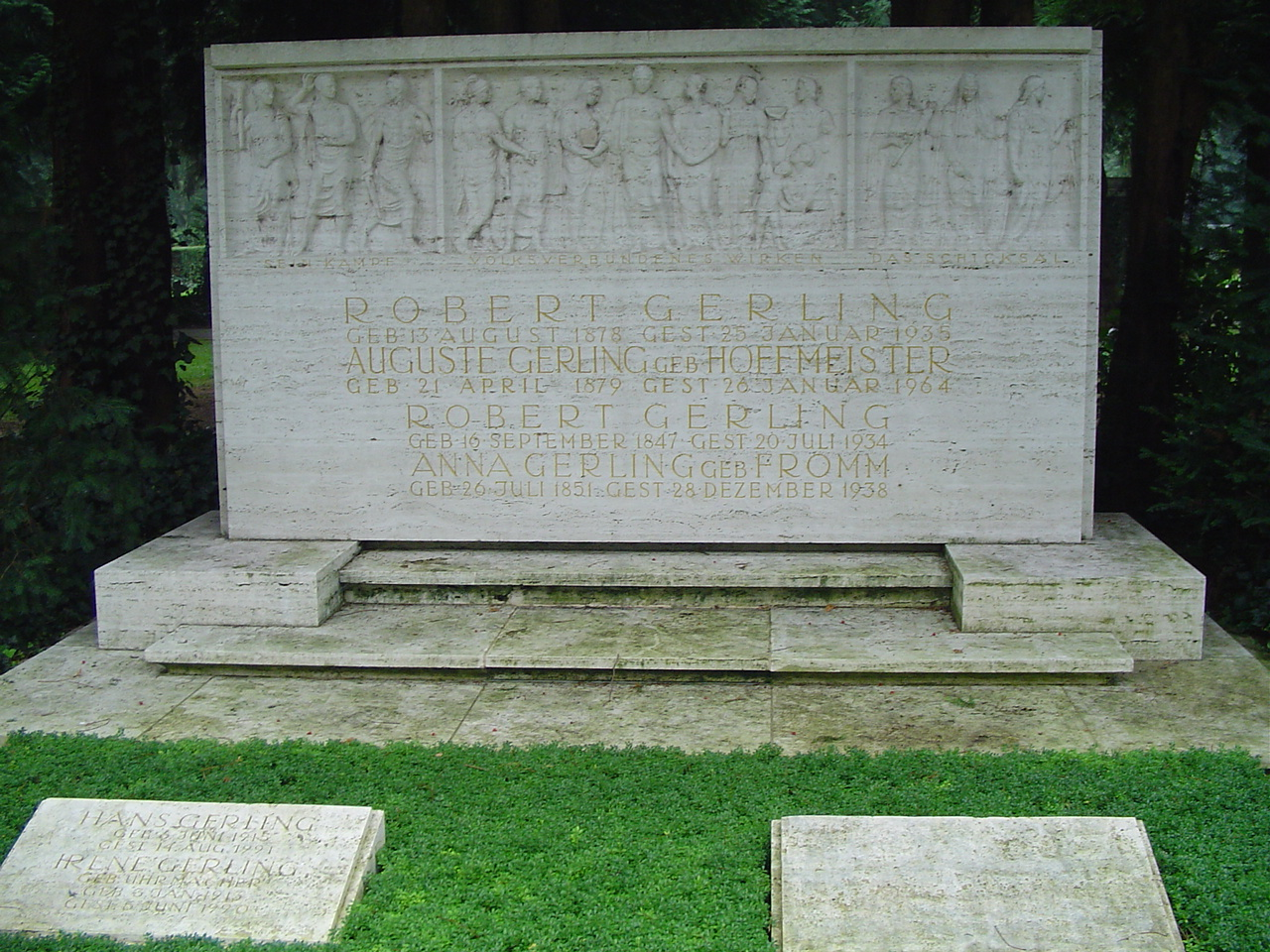
Sépulture de la famille Gerling.

- Frank Barufski (1905-1991), acteur et acteur radiophonique (division 2 H19–20). Sa tombe a été détruite, la concession étant terminée.
- Robert Gerling (1878-1935), entrepreneur, fondateur de la compagnie d'assurances Gerling (division ancienne, allée moyenne, droite). Cette sépulture de travertin avec bas-reliefs est représentative de l'art néoclassique en vogue dans les années 1930 sous le Troisième Reich.
- Trude Herr (1927-1991), actrice (division 27 à l'angle)
- Bernhard Lösener (1890-1952), juriste, avocat
- C.O. Paeffgen (1933-2019), peintre et sculpteur (tombe anonyme, division 83)
- Hugo Schmölz (1879-1938), photographe (division 10)
- Franz Wilhelm Seiwert (1894-1933), peintre et sculpteur (division 14 b)
- Hann Trier (1915-1999), peintre et graphiste (division 32)[1]